# Duellmanohyla
Duellmanohyla – rodzaj płazów bezogonowych z podrodziny Hylinae w rodzinie  rzekotkowatych (Hylidae).

## Zasięg występowania
Rodzaj obejmuje gatunki występujące od wschodniej części stanu Oaxaca w Meksyku do zachodniej Panamy.

## Systematyka

### Etymologia
Duellmanohyla: William Edward Duellman (ur. 1930), amerykański herpetolog; rodzaj Hyla Laurenti, 1768.

### Podział systematyczny
Do rodzaju należą następujące gatunki:
- Duellmanohyla chamulae (Duellman, 1961)
- Duellmanohyla ignicolor (Duellman, 1961)
- Duellmanohyla legleri (Taylor, 1958)
- Duellmanohyla lythrodes (Savage, 1968)
- Duellmanohyla rufioculis (Taylor, 1952)
- Duellmanohyla salvadorensis (Mertens, 1952)
- Duellmanohyla salvavida (McCranie & Wilson, 1986)
- Duellmanohyla schmidtorum (Stuart, 1954)
- Duellmanohyla soralia (Wilson & McCranie, 1985)
- Duellmanohyla uranochroa (Cope, 1875)